# Karolina Widerström
Karolina Olivia Widerström (Helsingborg, 10 de diciembre de 1856 – Kungsholms, 4 de marzo de 1949) fue una médica ginecóloga sueca. Fue la primera médica con educación universitaria en su país. También fue feminista y política, y se involucró en temas como educación sexual y voto femenino. Presidió la Asociación Nacional para el Voto Femenino ("Landsföreningen för kvinnans politiska rösträtt") y miembro del concejo municipal de Estocolmo.

## Biografía
Era la hija del profesor de gimnasia y veterinario Otto Fredrik Widerström y Olivia Erika Dillén. La familia Widerström se estableció en Estocolmo en 1873.
Oficialmente, las mujeres fueron admitidas en las universidades en Suecia en 1870. Su padre deseaba que Karolina fuera profesora de gimnasia como él. Entre 1873 y 1875, Karolina Widerström estudio en la Escuela de Gimnasia y Ciencias de la Salud de Suecia (Gymnastik- och idrottshögskolan), y entre 1875 y 1877 fue asistente del profesor Branting. En 1879 pasó su examen en la Wallinska skolan, y en 1880, su examen de filosofía médica en la Universidad de Uppsala. En mayo de 1884 aprobó el examen de medicina en el Instituto Karolinska, convirtiéndose en la primera mujer egresada de esta institución.
Widerström quiso que las mujeres y niñas conocieran más acerca de sus cuerpos, que vistieran de forma más saludable y que tuvieran los mismos derechos y posibilidades que los hombres. Trabajó especialmente en ginecología y salud de las mujeres. Su trabajo más conocido en ese terreno fue Kvinnohygien (Higiene femenina), que fue publicado por primera vez en 1899 y reimpreso en siete ediciones hasta 1932. Alrededor de 1900, Widerström militó para abolir la llamada reglamentación de prostitutas, que consistía en exámenes forzados de enfermedades venéreas en prostitutas, un sistema altamente cuestionado por las activistas por los derechos de las mujeres en aquella época, quienes organizaron la Federación Sueca (Svenska Federationen) para oponerse.
Karolina Widström fue elegida para el concejo municipal de Estocolmo en 1912 por los liberales, cargo que ocupó hasta 1915. Fue elegida presidente de la Asociación Nacional para el Voto Femenino en 1918, un año antes de que ese derecho fuera establecido en Suecia; por ese motivo la asociación se disolvió en 1921 con su renuncia, al haber alcanzado los objetivos de la organización y las mujeres pudieron votar en la elección de ese año.